# Tøxens Skole
Tøxens Skole var en skole i Køge. Den blev indviet 4. februar 1859 af Køge købstads skolevæsen, som testamentarisk havde modtaget en kapital fra købmand Thomas Tøxen.
Skolen havde flere skiftende navne, men altid omtalt som Tøxens Skole.
Skolen var oprindeligt en toetagers bygning, som blev opført på byens banke (mellem H.C. Andersens Gade og Nørregade). I 1912-13 byggede en afdeling ud mod H.C. Andersens Gade, med en ny udvidelse i 1930. I disse år var Tøxens Skole betalingsskole, mens den nærliggende Borgerskolen, senere Brochmands Skole, var gratis.
I 1988 blev Brochmands Skole og Tøxens Skole sammenlagt til Sct. Nicolai Skole.